# Arnold Rutkowski
Arnold Rutkowski (ur. w Łodzi) – polski tenor operowy.
Ukończył studia w Akademii Muzycznej im. G. i K. Bacewiczów (1999–2005). W trakcie swej edukacji występował na Bornholmie w Danii jako Ferrando w Così fan tutte W.A. Mozarta, a po otrzymaniu dyplomu w St. Moritz w Szwajcarii, gdzie śpiewał Un giorno di regno G. Verdiego.

## Kariera
Jego kariera międzynarodowa zaczęła się po debiucie w Modenie w Luciano Pavarotti Theatre (2009). Tego samego roku wystąpił z Plácido Domingo, na jego koncercie w Polsce, wziął również udział w międzynarodowym konkursie Operalia, gdzie wygrał CulturArte Prize.
W latach 2006–2008 występował jako Rodolfo, Duca, Don Jose, Alfredo, Ismaele we wrocławskiej operze i w Teatrze Wielkim – Operze Narodowej w Warszawie (Rodolfo, Stefan) w 2009. Arnold Rutkowski śpiewał Don José w Teatro de la Opera w San Juan (Puerto Rico) i w Phoenix Metropolitan Opera (USA). Tego samego roku wystąpił ponowne we Włoszech, w The Teatro Comunale w Ferrarze i Teatro Alighieri w Rawennie.
W 2010 zadebiutował w Niemczech. Zaśpiewał partię księcia podczas Rigoletto Gala w Wiesbaden Opera House. Powrócił do Niemiec w 2011 by wystąpić podczas Rheingau Music Festival – Grosse Operngala, co doprowadziło do jego debiutu w radiu dla Bayerischer Rundfunk in Munchner Rundfunkorchester. Niedługo po owym debiucie zaproszono go do Deutsche Oper am Rhein w Düsseldorfie, gdzie śpiewał w Madamie Butterfly i został zaproszony również na sezony 2011/2012.
Rok 2011 to występy m.in. w Michigan Opera Theatre w Detroit, jako Duca w Rigoletto. W sezonach 2010 i 2011 dodał do swego portfolio role w Staatsoper w Berlinie, The Finnish National Opera w Helsinkach oraz Szeged Open-Air Festival na Węgrzech. W sezonie 2011 wystąpił również w Royal Opera House w Sztokholmie, Staatsoper w Hamburgu oraz w Wiedniu.
Na początku 2012 wystąpił ponownie w Staatsoper w Berlinie, jako Leński w Eugeniuszu Onieginie Piotra Czajkowskiego. Śpiewał również Pinkertona w Madame Butterfly, Don Jose w Carmen w Deutsche Oper am Rhein w Düsseldorfie i Duca w Rigoletto w Tchaikovsky Concert Hall w Moskwie.

## Nagrody
W 2003 zdobył II nagrodę w Międzynarodowym Konkursie Sztuki Wokalnej im. Ady Sari. W 2009 wygrał Europejski Konkurs Tenorów im. Jana Kiepury oraz zdobył CulturArte Prize na międzynarodowym konkursie Operalia. Zdobył również nagrodę publiczności podczas Klassikmania Competition w Wiedniu.